# Мајна (Латина)
Мајна је насеље у Италији у округу Латина, региону Лацио.
Према процени из 2011. у насељу је живело 186 становника. Насеље се налази на надморској висини од 5 м.